# Oficer (żegluga)
Oficer – marynarz mający odpowiednie wykształcenie (przygotowanie) oraz wypływaną wymaganą praktykę morską, pełniący na statku morskim prawnie lub zwyczajowo określoną funkcję.

## Prawnie wymagane stanowiska

rys. 1

rys. 2

rys. 3

Oficerowie na statku morskim wykonują czynności na następujących poziomach:
- zarządzania
- operacyjnym (poniżej, stanowiska na tym poziomie zaznaczono kursywą oraz gwiazdką.

Poniższe stanowiska są niezbędne dla zapewnienia bezpieczeństwa żeglugi zgodnie z polskim prawem.

### Dział pokładowy
- Kapitan
  - Kapitan na statkach o pojemności od 500 do 3000 BRT
  - Kapitan w żegludze krajowej
  - Kapitan żeglugi bałtyckiej (rys. 2)
  - Kapitan żeglugi wielkiej
- Oficer pokładowy
  - Starszy oficer pokładowy na statkach o pojemności 3000 BRT i powyżej
  - Starszy oficer pokładowy na statkach o pojemności od 500 do 3 000 BRT (rys. 2)
  - Oficer wachtowy na statkach o pojemności 500 BRT i powyżej *
  - Oficer wachtowy żeglugi bałtyckiej *

### Dział maszynowy
- Oficer mechanik
  - Starszy oficer mechanik na statkach o mocy maszyn głównych od 750 do 3000 kW
  - Starszy oficer mechanik na statkach o mocy maszyn głównych 3000 kW i powyżej (rys. 1)
  - II oficer mechanik na statkach o mocy maszyn głównych 3000 kW i powyżej
  - II oficer mechanik na statkach o mocy maszyn głównych od 750 do 3000 kW
  - Mechanik wachtowy na statkach o mocy maszyn głównych 750 kW i powyżej *
  - Mechanik wachtowy na statkach o mocy maszyn głównych poniżej 750 kW *
- Oficer elektroautomatyk * (rys. 3) - stanowisko obecne na polskich statkach co najmniej od końca XX wieku[1]. Pierwszy oficer elektroautomatyk posiada 3 belki na pagonach, drugi oficer elektroautomatyk posiada 2 belki na pagonach; wyjątek stanowi żegluga promowa oraz statki wycieczkowe, gdzie często pierwszy oficer elektroautomatyk posiada 4 belki na pagonach, zaś drugi oficer elektroautomatyk posiada 3 belki na pagonach. Obecnie, ze względu na zaawansowanie techniczne automatyki na statkach, niemal wszystkie większe statki posiadają w swej załodze co najmniej jednego oficera elektroautomatyka.

Do lat 90. XX wieku, na statkach średniej wielkości i dużych, niezbędnie wymagano też radiooficera; obecnie radiooficer jest bardzo rzadko spotykany na statkach, jego obowiązki przejęli: oficerowie elektroautomatycy (w zakresie serwisu sprzętu radiowego) oraz oficerowie pokładowi (w zakresie obsługi sprzętu radiotechnicznego).

### Kwalifikacje oficerów
W celu zajmowania któregokolwiek z powyższych stanowisk oficer musi legitymować się odpowiednim dyplomem lub posiadać dyplom nadający mu wyższe uprawnienia. Dyplom oficerski jest ważny przez 5 lat, potem podlega odnowieniu. Warunkiem koniecznym do odnowienia tego dokumentu jest:
- odbycie co najmniej 12-miesięcznej praktyki pływania w okresie ostatnich pięciu lat na stanowisku odpowiedniej specjalności na statkach morskich w określonych kategoriach pojemnościowych lub o dpowiedniej mocy silnika
- odbycie w ostatnich sześciu miesiącach ważności dyplomu co najmniej 3-miesięcznej praktyki pływania w charakterze oficera dodatkowego w swojej specjalności lub na stanowisku o stopień niższym od stanowiska, do którego zajmowania uprawnia posiadany ważny dyplom
- zastosowanie zamiany praktyki pływania w wymiarze jeden miesiąc praktyki za dwa miesiące pracy:
  - w pilotażu morskim,
  - w stoczniach na statkach morskich w dziale mechanicznym podczas prób na uwięzi
- ponowne złożenie egzaminu

## Dodatkowe stanowiska oficerskie

rys. 4

Oprócz stanowisk oficerskich istotnych dla bezpieczeństwa żeglugi, armator może wciągnąć na listę załogi oficerów spełniających inne czynności niezbędne do eksploatacji statku lub zarządzania liczniejszym działem hotelowym na statkach pasażerskich. Legitymują się oni odpowiednimi kwalifikacjami tak jak ich odpowiednicy na lądzie. Oficerami marynarki handlowej mogą być też:
- Intendent, płatnik, ochmistrz (rys. 4), asystent hotelowy - absolwenci uczelni zazwyczaj o odpowiednim profilu: np. Akademia Morska; inne uczelnie o profilu hotelarsko - gastronomicznym, zarządzania, językowym, ekonomicznym.
- Lekarz okrętowy - lekarz
- Oficer pożarowy - doświadczony oficer pożarnictwa (często w stopniu starszego kapitana PSP lub brygadiera PSP)